# Vilayet di Sivas
Il vilayet di Sivas (in turco Vilâyet-i Sivas'), fu un vilayet dell'Impero ottomano.

## Storia
Il vilayet confinava ad est con il vilayet di Erzurum, a sud-est con il vilayet di Mamuret-ul-Aziz, a nord con il vilayet di Trebisonda ed a ovest con il vilayet di Ankara.
Il Vilayet di Sivas venne creato nel 1864 quando, con le riforme interne dello stato ottomano, gli eyalet vennero rimpiazzati dai vilayet sotto la "Legge dei Vilayet" (in turco: Teskil-i Vilayet Nizamnamesi) e venne dissolto nel 1922 dalla riorganizzazione statale voluta da Atatürk dopo la prima guerra mondiale.
Dal 1913 al 1916, Ahmed Muammer fu governatore di questo vilayet e venne accusato di aver portato avanti azioni repressive nei confronti del popolo armeno.

## Geografia antropica

### Suddivisioni amministrative
I sanjak del vilayet di Sivas nel XIX secolo erano:
1. sanjak di Sivas
2. sanjak di Amasya
3. sanjak di Karahisar-ı Şarki
4. sanjak di Tokad (derivato dal sanjak di Sivas nel 1880, ottenne il kaza di Zile dall'Amasya nel 1907)

## Composizione della popolazione
| Provenienza della popolazione residente (dati del 1914)) |         |
| Musulmani                                                | 939.735 |
| Greci                                                    | 75.324  |
| Armeni                                                   | 147.099 |